# The Crickets

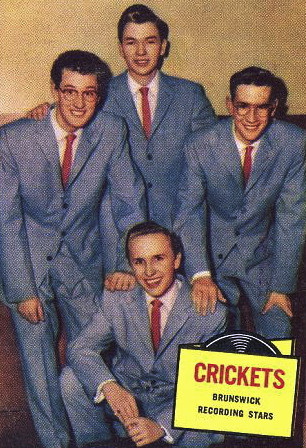
The Crickets, 1957: Buddy Holly, Jerry Allison, and Niki Sullivan; (vorne) Joe Mauldin

The Crickets war die Begleitband von Buddy Holly. Buddy Holly ist zweigleisig aufgetreten, einige seiner Hits sind unter seinem Namen, andere unter dem Namen der Crickets bekannt geworden.

## Geschichte
Nachdem Buddy Holly 1956 vom Talentsucher Jim Denny entdeckt worden war, erlangte er 1957 mit den Eigenkompositionen That'll Be the Day und Peggy Sue weltweite Berühmtheit. Die Begleitband hieß zunächst The Two-Tunes, wurde aber bald in The Crickets umbenannt. Die Namensähnlichkeit mit der Band The Beatles ist nicht zufällig (crickets = Grillen, beetles = Käfer), es gibt allerdings verschiedene Versionen zu der Namensgebung. Eine Variante besagt, dass die Crickets sich nach einer zirpenden Grille im Aufnahmestudio benannten und die Beatles den Namen aufgriffen, um Buddy Holly zu ehren. Paul McCartneys Erinnerung nach wollten die Beatles, denen Buddy Holly und The Crickets gefielen, wegen der Crickets auch einen Namen mit Doppelbedeutung. Eine andere Version der Namensgebung geht davon aus, dass sich Hollys Band fast „The Beetles“ genannt hat, als die Bandmitglieder im Lexikon unter dem Stichwort „Insekten“ nach einem Pseudonym suchten.
Die Band bestand seit der Gründung Ende 1956 aus Schlagzeuger Jerry Allison, Bassist Joe B. Mauldin und Buddy Holly. Erst nach der ersten Platte wurde die Band in Buddy Holly and the Crickets umbenannt. Kurz darauf stieß Nikki Sullivan an der Rhythmusgitarre zu den Crickets, allerdings entwickelten sich zwischen Allison und Sullivan schnell starke Differenzen, die nicht selten sogar in Schlägereien endeten. Auf dem Cover des Albums „The Chirpin Crickets“ hat Sullivan ein blau geschlagenes Auge. Hinzu kam, dass die permanente Reisetätigkeit der erfolgreichen Tourneen und zahlreichen Fernsehauftritte in den USA und Großbritannien Sullivan zu anstrengend waren. Aufgrund der anhaltenden Streitigkeiten zwischen den Bandmitgliedern verließ Sullivan deshalb die Band. Er wurde 1958 für die Aufnahme von It's So Easy durch Gitarrist Tommy Allsup ersetzt. Ed Sullivan ließ Buddy Holly and The Crickets in seiner für eine Karriere in Amerika wichtigen Show auftreten.
Kurz nach seiner Heirat und dem damit verbundenen Umzug nach New York City im Jahre 1958 trennte sich Buddy Holly von den Crickets. Auch hier wird als weiterer Grund für die Trennung die fehlende Chemie zwischen den Bandmitgliedern angesehen. Die Namensrechte gingen auf die anderen Gruppenmitglieder über, die somit bis heute unter diesem Namen auftreten können. Vier Monate nach der Trennung war eine Reunion geplant worden, die nach Buddy Hollys Wintertournee (Winter Dance Party) beginnen sollte. Allerdings kam Buddy Holly während dieser Tournee bei einem Flugzeugabsturz am 3. Februar 1959 ums Leben.
The Crickets nahmen weiterhin Platten auf. Holly wurde durch Gitarrist Sonny Curtis und Sänger Earl Sinks ersetzt. Curtis konnte den Crickets mit seiner Rockabilly-Komposition I Fought the Law 1960 einen vielfach gecoverten Hit verschaffen. Weitere Leadsänger folgten: David Box, Jerry Naylor, Glen D. Hardin, Gordon Payne. Weitere Sänger waren (sessionsabhängig) Jerry Allison, Bobby Vee, Cliff Crawford, Glen Campbell, Buzz Cayson, Albert Lee, Steve Krikorian, Nick Van Maarth, Rick Grech.
Das Album Remnants wurde 1973 mit den Mitgliedern Allison, Mauldin, Albert Lee, Ric Grech, Steve Krikorian (später bekannt als Tonio K), Carol Montgomery und Nick VanMaarth veröffentlicht.
1998 wurde die Single T-Shirt, die in der Besetzung Allison, Mauldin und Gordon Payne aufgenommen und von Holly-Fan Paul McCartney produziert worden war, relativ oft im US-amerikanischen Radio gespielt.

## Diskografie

### Alben
| Jahr | Titel                        | Höchstplatzierung, Gesamtwochen, AuszeichnungChartplatzierungen (Jahr, Titel, Platzierungen, Wochen, Auszeichnungen, Anmerkungen) | Höchstplatzierung, Gesamtwochen, AuszeichnungChartplatzierungen (Jahr, Titel, Platzierungen, Wochen, Auszeichnungen, Anmerkungen) | Anmerkungen                                      |
| Jahr | Titel                        | UK | US | Anmerkungen                                      |
| ---- | ---------------------------- | --- | --- | ------------------------------------------------ |
| 1957 | Chirping Crickets            | UK5 (1 Wo.)UK | — |                                                  |
| 1959 | The Buddy Holly Story        | UK2 (155 Wo.)UK | US67 Gold · (31 Wo.)US | mit Buddy Holly                                  |
| 1960 | In Style With the Crickets   | UK13 (7 Wo.)UK | — |                                                  |
| 1962 | Bobby Vee Meets the Crickets | UK2 (27 Wo.)UK | — | mit Bobby Vee                                    |
| 1978 | 20 Golden Greats             | UK1 Platin · (20 Wo.)UK | US55 Gold · (12 Wo.)US | mit Buddy Holly                                  |
| 1993 | Words of Love                | UK1 Gold · (9 Wo.)UK | — | mit Buddy Holly                                  |
| 1996 | The Very Best of             | UK13 Gold · (9 Wo.)UK | — | mit Buddy Holly Höchstplatzierungin UK erst 2009 |
| 1999 | The Very Best of             | UK25 Gold · (4 Wo.)UK | — | mit Buddy Holly                                  |

Weitere Alben
- Still In Style – Their Complete Brunswick/Coral Recordings 1959–1974 (P 1992)
- Ravin’ On – From California To Clovis 1961–1963 (P 1991)
- Something Old, Something New (1963)
- California Sun (1964)
- Rock Reflections (1971)
- Remnants (1973)
- Bubblegum, Pop, Ballads & Boogie (1973)
- Long Way from Lubbock (1975)
- Back in Style (1975)
- T Shirt (1989)
- Double Exposure (1993)
- Cover to Cover (1995)
- The Original (1996)
- Rockin (2000)
- Crickets & Their Buddies (2004)
- Mike Berry & The Crickets (2005)

### Singles
| Jahr | Titel Album                                                   | Höchstplatzierung, Gesamtwochen, AuszeichnungChartplatzierungen (Jahr, Titel, Album, Platzierungen, Wochen, Auszeichnungen, Anmerkungen) | Höchstplatzierung, Gesamtwochen, AuszeichnungChartplatzierungen (Jahr, Titel, Album, Platzierungen, Wochen, Auszeichnungen, Anmerkungen) | Anmerkungen     |
| Jahr | Titel Album                                                   | UK | US | Anmerkungen     |
| ---- | ------------------------------------------------------------- | --- | --- | --------------- |
| 1957 | That’ll Be The Day Chirping Crickets                          | UK1 (15 Wo.)UK | US3 Gold · (22 Wo.)US |                 |
| 1957 | Oh, Boy Chirping Crickets                                     | UK3 (15 Wo.)UK | US10 (20 Wo.)US |                 |
| 1958 | Maybe Baby Chirping Crickets                                  | UK4 (10 Wo.)UK | US18 (14 Wo.)US |                 |
| 1958 | Think It Over –                                               | UK11 (7 Wo.)UK | US27 (9 Wo.)US |                 |
| 1958 | Fool’s Paradise –                                             | — | US58 (1 Wo.)US |                 |
| 1959 | Love’s Made a Fool of You In Style With The Crickets          | UK26 (2 Wo.)UK | — |                 |
| 1960 | When You Ask About Love In Style With The Crickets            | UK27 (1 Wo.)UK | — |                 |
| 1960 | More Than I Can Say In Style With The Crickets                | UK42 (1 Wo.)UK | — |                 |
| 1960 | Baby My Heart In Style With The Crickets                      | UK33 (4 Wo.)UK | — |                 |
| 1962 | Don’t Ever Change –                                           | UK5 (13 Wo.)UK | — |                 |
| 1962 | Someday (When I’m Gone From You) Bobby Vee Meets The Crickets | — | US99 (2 Wo.)US | mit Bobby Vee   |
| 1963 | My Little Girl Bobby Vee Meets The Crickets                   | UK17 (9 Wo.)UK | — | mit Bobby Vee   |
| 1963 | Don’t Try To Change Me –                                      | UK37 (4 Wo.)UK | — |                 |
| 1964 | You’ve Got Love –                                             | UK40 (6 Wo.)UK | — | mit Buddy Holly |
| 1964 | (They Call Her) La Bamba –                                    | UK21 (10 Wo.)UK | — |                 |